# Jean-Claude Milani
Pour les articles homonymes, voir Milani.
Jean-Claude Milani, né le 5 juillet 1959 à Onex (Suisse), est un footballeur suisse, qui évoluait au poste de gardien de but au Servette FC, FC Lausanne-Sport, FC Nantes et Neuchâtel Xamax.

## Carrière
- 1976-1978 :  FC Onex
- 1978-1981 :  Servette FC[1]
- 1981-1988 :  FC Lausanne-Sport
- 1988-1990 :  FC Nantes
- 1989 :  Neuchâtel Xamax

## Palmarès
- Finaliste de la coupe de Suisse en 1984 avec le FC Lausanne-Sport
- Meilleur gardien du championnat suisse en 1983 / 1988
- Sélectionné olympique et équipe A
- Champion suisse 1979 FC SERVETTE
- Vainqueur coupe suisse 1979 FC SERVETTE
- Vainqueur coupe de la ligue 1979 FC SERVETTE
- Quart finaliste coupe d'Europe 1979